# Katastralgemeinde Feistritz (Gemeinde Metnitz)
Die Katastralgemeinde Feistritz ist eine von vier Katastralgemeinden der Marktgemeinde Metnitz im Bezirk Sankt Veit an der Glan in Kärnten. Sie hat eine Fläche von 7.388,6 ha (Stand 31. Dezember 2023).
Die Katastralgemeinde gehört zum Sprengel des Vermessungsamtes Klagenfurt.

## Ortschaften
Auf dem Gebiet der Katastralgemeinde Feistritz befinden sich die Ortschaften Feistritz, Mödring, Oberhof Schattseite, Schnatten, Vellach, der Großteil der Ortschaft Marienheim sowie einzelne Häuser des Gemeindehauptortes, der Ortschaft Metnitz.

## Vermessungsamt-Sprengel
Die Katastralgemeinde gehört seit 1. Jänner 1998 zum Sprengel des Vermessungsamtes Klagenfurt. Davor war sie Teil des Sprengels des Vermessungsamtes St. Veit an der Glan.

## Geschichte
Ende des 18. Jahrhunderts wurden die Kärntner Steuergemeinden (später: Katastralgemeinden) gebildet und Steuerbezirken zugeordnet. Die Steuergemeinde Feistritz wurde Teil des Steuerbezirks Grades.
Im Zuge der Reformen nach der Revolution 1848/49 wurden die Steuerbezirke aufgelöst und die Möglichkeit geschaffen, dass sich mehrere Katastralgemeinden zu einer Ortsgemeinde zusammenschließen konnten. So entstand aus dem Zusammenschluss der Katastralgemeinden Feistritz und Grades die Gemeinde Grades. Die Größe der Katastralgemeinde Feistritz wurde 1854 mit 15.186 Österreichischen Joch und 541 Klaftern (ca. 8738 ha) angegeben. 1854 hatte die Katastralgemeinde 1218 Einwohner, 1865 waren es 1351.
Die Katastralgemeinde Feistritz gehörte ab 1850 zum politischen Bezirk Sankt Veit an der Glan und zum Gerichtsbezirk Friesach. 1854 bis 1868 gehörte sie zum gemischten Bezirk Friesach. 1868 kam sie zum politischen Bezirk Sankt Veit an der Glan, zu dem sie bis heute gehört. Was die Gerichtsbarkeit betrifft, kam sie 1868 zum Gerichtsbezirk Friesach; seit dessen Auflösung 1978 gehört sie zum Gerichtsbezirk Sankt Veit an der Glan.
1915 wurden etwa 1300 ha bzw. 18 % der Fläche der Katastralgemeinde mit der Ortschaft Zienitzen (lt. Volkszählung 1910 261 Einwohner) abgetrennt und als neue Katastralgemeinde Feistritz II an die damalige Gemeinde Sankt Salvator (heute Teil der Stadtgemeinde Friesach) angeschlossen. 1961 wurde die Fläche der Katastralgemeinde mit 7382,1906 ha angegeben.
1966 kamen im Zuge eines Gebietstauschs zwischen den Gemeinden Metnitz und Grades Grundstücke im Ausmaß von etwa 9 ha von der Katastralgemeinde Metnitz Land an die Katastralgemeinde Feistritz; seither greift die Katastralgemeinde Feistritz östlich von Marienheim auf die linke Seite des Metnitztals über. Gleichzeitig wurde eine Fläche von etwa 1 ha (das Erholungsbad Metnitz) rechtsufrig der Metnitz von der Katastralgemeinde Feistritz an die Katastralgemeinde Metnitz Markt abgetreten. 1991 wurde die Fläche der Katastralgemeinde mit 7.389,44 ha angegeben.
1973 kam es zum Zusammenschluss der Gemeinden Grades und Metnitz zur heutigen Marktgemeinde Metnitz.

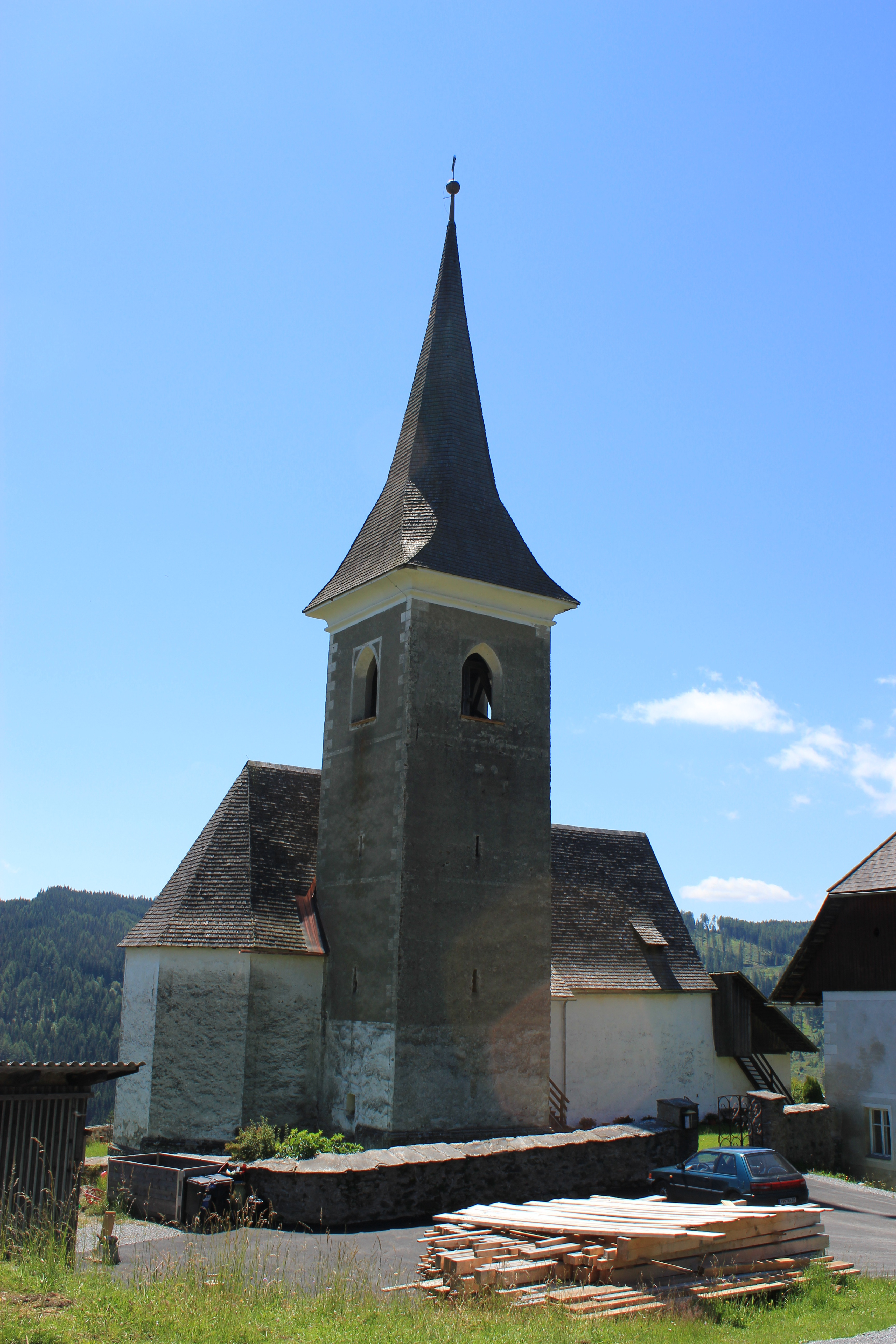
Pfarrkirche Feistritz ob Grades
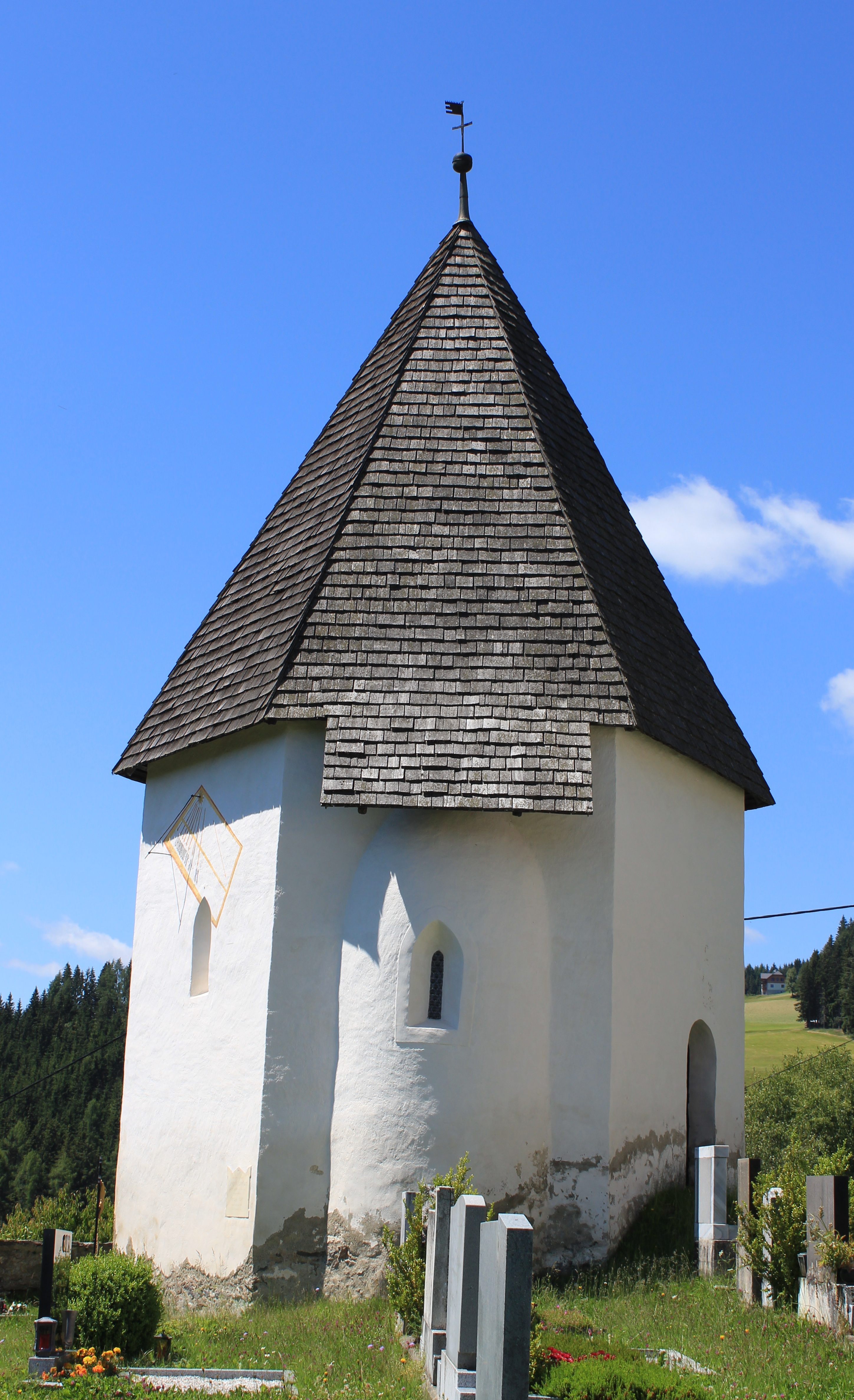
Karner Feistritz
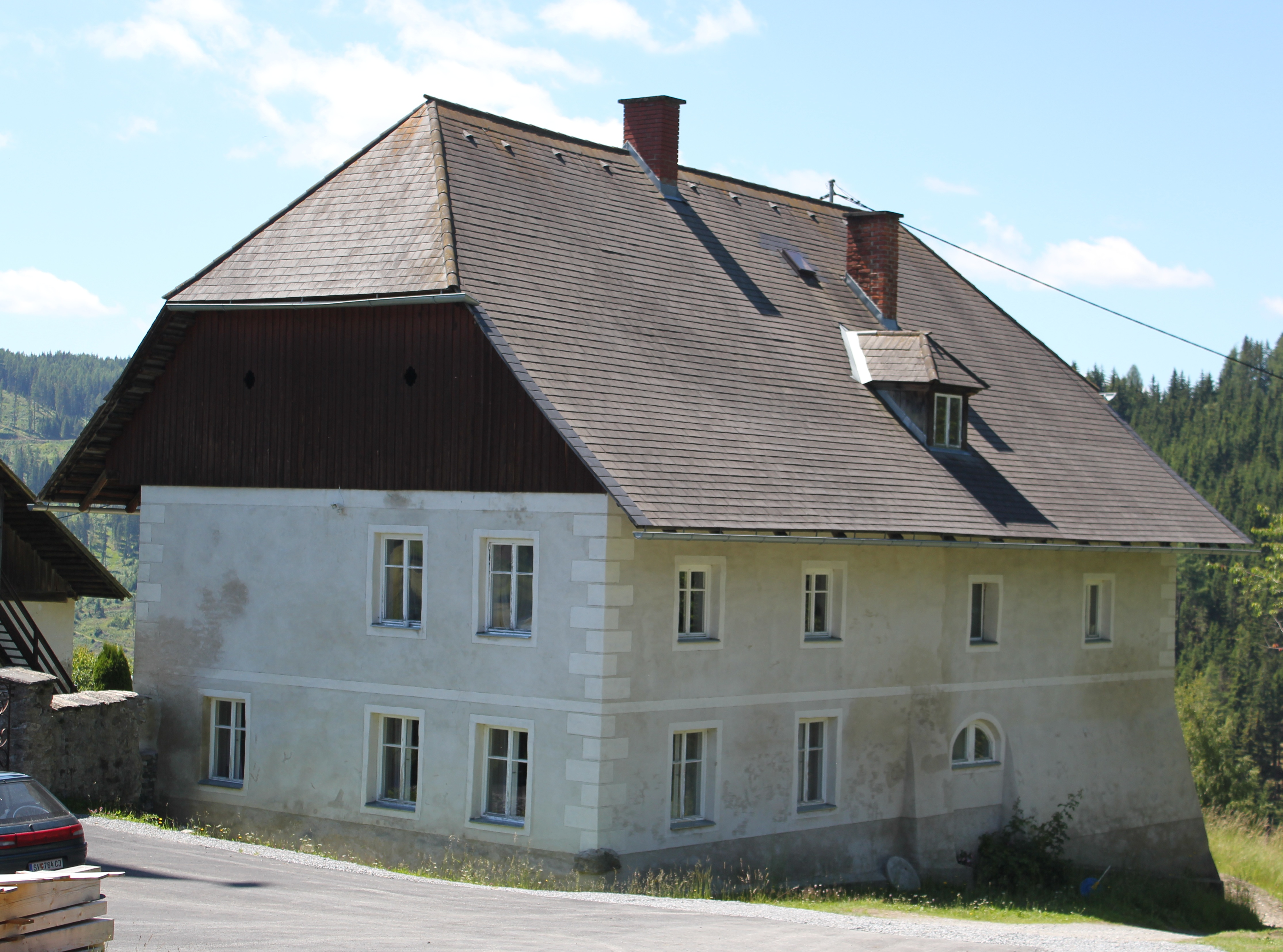
Pfarrhaus Feistritz
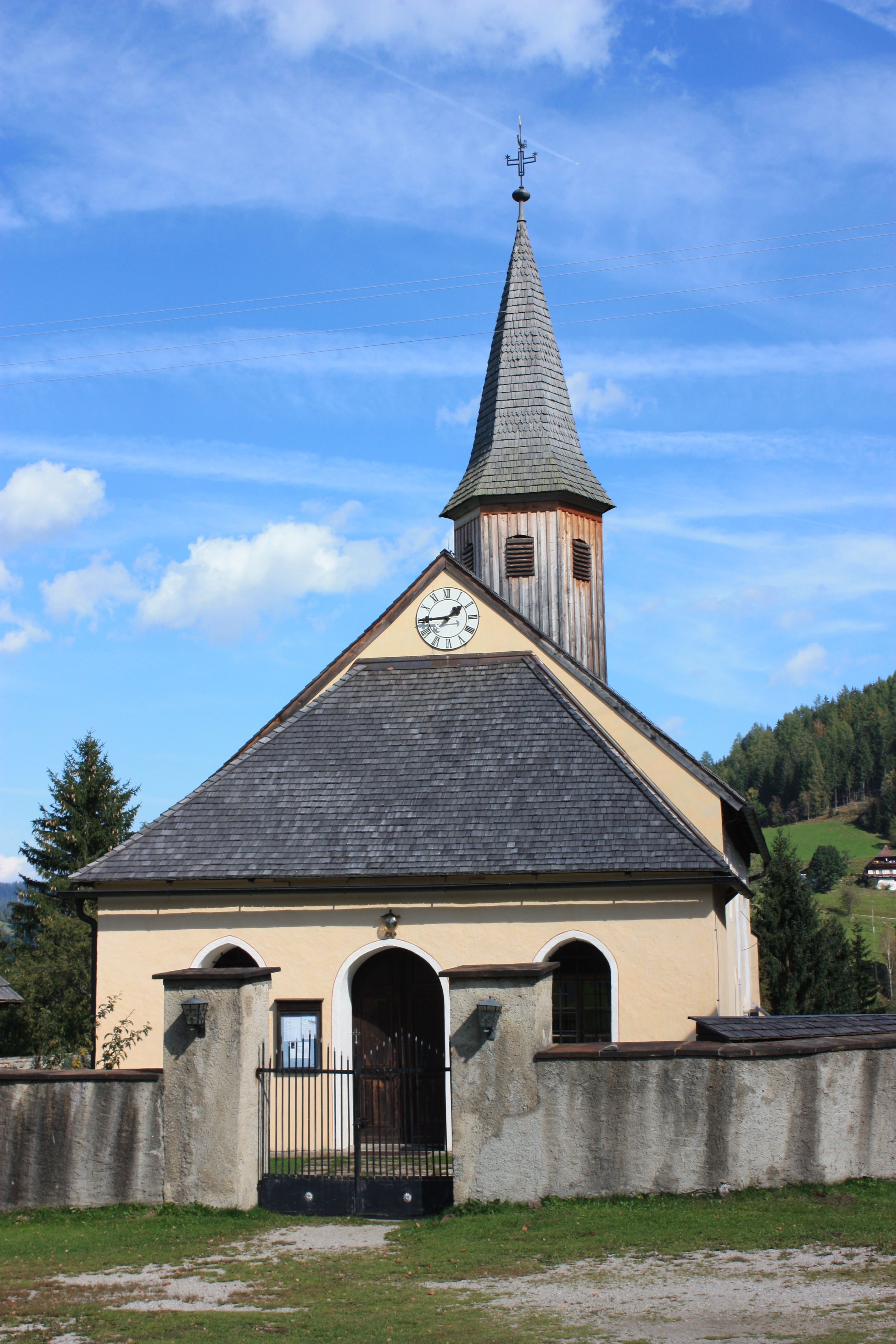
Kirche Mödring
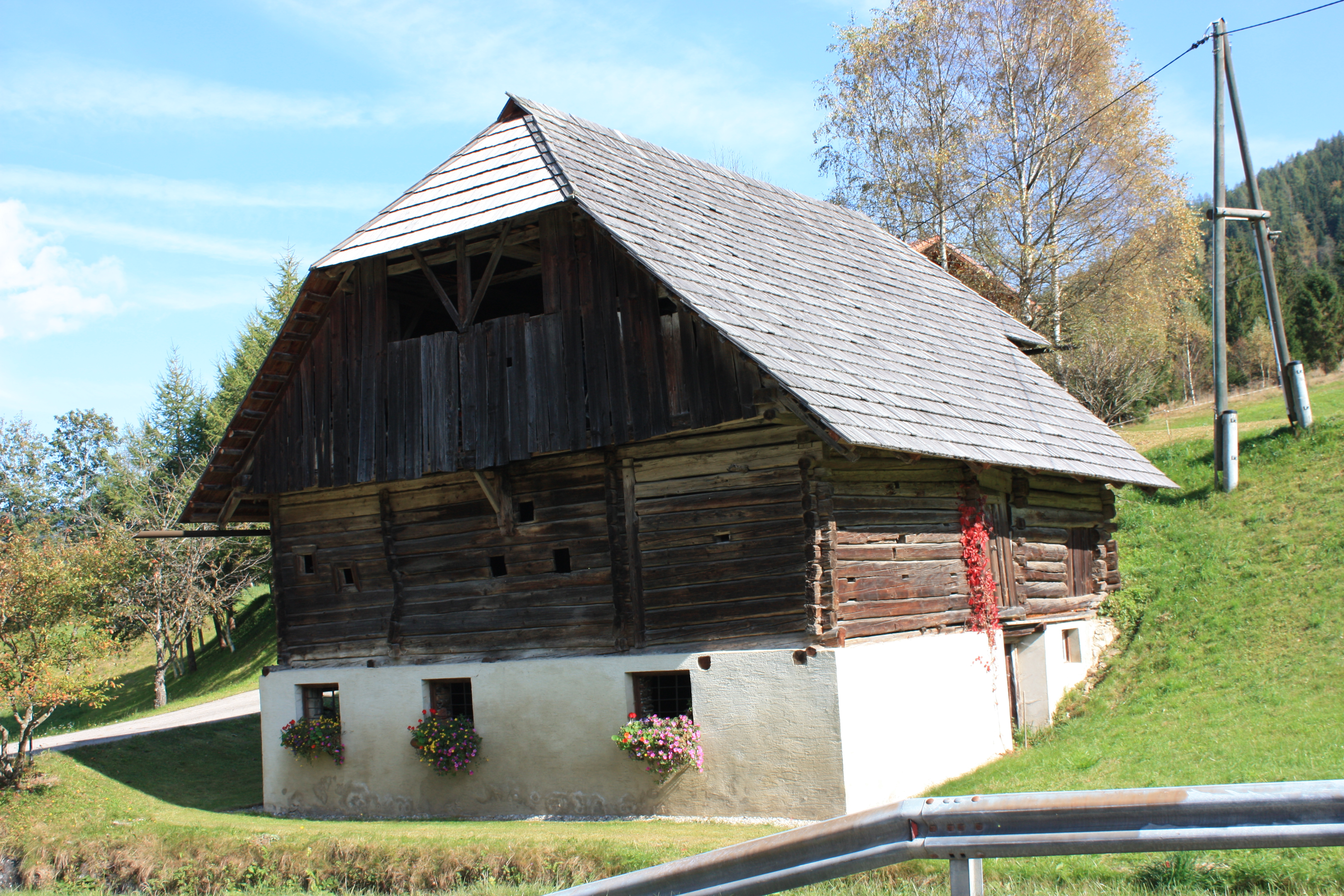
Stallgebäude in Mödring